# Pieter van Leenders
Petrus Geert Martinus (Pieter) van Leenders (Geldrop, 10 december 1966) is een voormalig Nederlands voetballer die tijdens zijn profloopbaan uitsluitend voor VVV speelde, bij voorkeur als middenvelder.

## Loopbaan
Van Leenders was een vaste waarde bij het destijds succesvolle VV Geldrop onder trainer-coach Henk Rayer die daar in 1987 en 1990 het algemeen landskampioen bij de amateurs behaalde. Als talentvolle, zevenvoudig international van het Nederlands amateurvoetbalelftal kwam hij in de belangstelling van profclubs. Een proefperiode bij Roda JC in 1990 leidde nog niet tot een profcontract, maar een jaar later wist de inmiddels bij VVV werkzame trainer Rayer hem alsnog te bewegen tot een overstap naar het betaald voetbal. Op 17 augustus 1991 debuteerde Van Leenders in de Eredivisie tijdens de wedstrijd VVV - Roda JC (1-3), als invaller voor Niels Gerestein. De Venlose club degradeerde dat seizoen weliswaar, maar keerde als kampioen van de Eerste divisie in 1993 een jaar later weer terug op het hoogste niveau.
In 1994 werd zijn contract niet verlengd en keerde de aanvallende middenvelder, die ook inzetbaar was als linksbuiten, terug naar de amateurs om er bij RKSV Nuenen te gaan voetballen.

## Profstatistieken
| Seizoen         | Club            | Competitie      | Competitie | Competitie | Beker | Beker | Nacompetitie | Nacompetitie | Totaal | Totaal |
| Seizoen         | Club            | Competitie      | Wed.       | Dlp.       | Wed.  | Dlp.  | Wed.         | Dlp.         | Wed.   | Dlp.   |
| --------------- | --------------- | --------------- | ---------- | ---------- | ----- | ----- | ------------ | ------------ | ------ | ------ |
| 1991/92         | VVV             | Eredivisie      | 14         | 1          | 2     | 1     | —            | —            | 16     | 2      |
| 1992/93         | VVV             | Eerste divisie  | 28         | 2          | 2     | 0     | —            | —            | 30     | 2      |
| 1993/94         | VVV             | Eredivisie      | 23         | 2          | 2     | 1     | 5            | 2            | 30     | 5      |
| Carrière totaal | Carrière totaal | Carrière totaal | 65         | 5          | 6     | 2     | 5            | 2            | 76     | 9      |